# Lithobates berlandieri
Lithobates berlandieri is een kikker uit de familie echte kikkers of Ranidae.
Lithobates berlandieri behoorde lange tijd tot het geslacht Rana, de soort werd voor het eerst wetenschappelijk beschreven door Spencer Fullerton Baird in 1859. Oorspronkelijk werd de wetenschappelijke naam Rana berlandieri gebruikt. De soortaanduiding berlandieri is een eerbetoon aan Jean-Louis Berlandier.

## Uiterlijke kenmerken
De kikker bereikt een lichaamslengte van ongeveer 5,7 tot 10 centimeter, de mannetjes blijven veel kleiner. Er is een uitschieter bekend van 11,4 centimeter.
Lithobates berlandieri heeft grote, donkere maar lichtomrande vlekken op de rug en poten, terwijl veel andere soorten gebandeerde poten hebben. De basiskleur is grijsgroen tot lichtbruin, een witte tot grijswitte buik, gelige onderzijde van de poten en de dorsolaterale lijsten (plooien aan weerszijden van de rug) van deze soort zijn een beetje naar binnen gevouwen op de rug en hebben een veel lichtere kleur, meestal geelwit.

## Verspreiding en habitat
Lithobates berlandieri komt voor in Mexico en de Verenigde Staten, in de zuidelijke staten Texas, Arizona, Californië en New Mexico. Deze soort leeft langs beekjes, stroompjes en bronnen die stromend zijn, en is sterker gebonden aan water dan veel andere soorten. De kikker wordt maar zelden uit de buurt van water gevonden en zit er een groot deel van zijn leven in. Ook het voedsel wordt voor een deel in het water gevangen, zoals insecten, visjes en ook andere kikkers worden gegeten. Op het land wordt echter ook wel gejaagd tussen de lage vegetatie aan de oever. Als een bron uitdroogt, graaft de kikker zich in en komt pas weer boven als het vochtiger wordt.

## Algemeen
Een echte paartijd kent deze soort niet; er kan gedurende het hele jaar gepaard worden, met uitzondering van de winter als er een winterslaap gehouden wordt. De paring vindt plaats vlak na een regenbui, als de kikkers elkaar massaal opzoeken. De eitjes worden door de vrouwtjes bevestigd aan onderwaterplanten om ze bescherming te geven tegen roofdieren.
In tegenstelling tot veel andere amfibieën gaat het juist goed met deze soort, waarschijnlijk doordat de schaalvergroting van de land- en akkerbouw sterk toeneemt, en dat brengt vele nieuwe irrigatiekanalen in het landschap waarlangs deze soort goed gedijt. Het gaat waarschijnlijk ten koste van andere kikkers, maar het is niet bewezen dat L. berlandieri soorten verdringt.